# Preigney
Preigney és un municipi francès situat al departament de l'Alt Saona i a la regió de Borgonya - Franc Comtat. L'any 2007 tenia 138 habitants.

## Demografia

### Població
El 2007 la població de fet de Preigney era de 138 persones. Hi havia 63 famílies, de les quals 21 eren unipersonals (17 homes vivint sols i 4 dones vivint soles), 29 parelles sense fills i 13 parelles amb fills.
La població ha evolucionat segons el següent gràfic:
Habitants censats

### Habitatges
El 2007 hi havia 103 habitatges, 64 eren l'habitatge principal de la família, 33 eren segones residències i 6 estaven desocupats. Tots els 102 habitatges eren cases. Dels 64 habitatges principals, 60 estaven ocupats pels seus propietaris, 2 estaven llogats i ocupats pels llogaters i 2 estaven cedits a títol gratuït; 2 tenien dues cambres, 5 en tenien tres, 24 en tenien quatre i 32 en tenien cinc o més. 59 habitatges disposaven pel capbaix d'una plaça de pàrquing. A 35 habitatges hi havia un automòbil i a 18 n'hi havia dos o més.

### Piràmide de població
La piràmide de població per edats i sexe el 2009 era:
| Homes | Edats   | Dones |
| ----- | ------- | ----- |
| 0     | 95 o +  | 0     |
| 0     | 90 a 94 | 0     |
| 0     | 85 a 89 | 0     |
| 0     | 80 a 84 | 8     |
| 8     | 75 a 79 | 4     |
| 4     | 70 a 74 | 12    |
| 0     | 65 a 69 | 0     |
| 4     | 60 a 64 | 0     |
| 8     | 55 a 59 | 8     |
| 4     | 50 a 54 | 8     |
| 0     | 45 a 49 | 4     |
| 0     | 40 a 44 | 0     |
| 0     | 35 a 39 | 0     |
| 0     | 30 a 34 | 0     |
| 0     | 25 a 29 | 0     |
| 4     | 20 a 24 | 0     |
| 4     | 15 a 19 | 0     |
| 4     | 10 a 14 | 0     |
| 0     | 5 a 9   | 0     |
| 0     | 0 a 4   | 0     |

## Economia
El 2007 la població en edat de treballar era de 66 persones, 39 eren actives i 27 eren inactives. De les 39 persones actives 36 estaven ocupades (22 homes i 14 dones) i 3 estaven aturades (3 homes). De les 27 persones inactives 9 estaven jubilades, 2 estaven estudiant i 16 estaven classificades com a «altres inactius».

### Ingressos
El 2009 a Preigney hi havia 57 unitats fiscals que integraven 118 persones, la mediana anual d'ingressos fiscals per persona era de 14.003 €.

### Activitats econòmiques
Dels 4 establiments que hi havia el 2007, 1 era d'una empresa de construcció, 1 d'una empresa de transport, 1 d'una empresa d'hostatgeria i restauració i 1 d'una empresa classificada com a «altres activitats de serveis».
Dels 2 establiments de servei als particulars que hi havia el 2009, 1 era una perruqueria i 1 restaurant.
L'any 2000 a Preigney hi havia 3 explotacions agrícoles que ocupaven un total de 303 hectàrees.

## Poblacions més properes
El següent diagrama mostra les poblacions més properes.